# Poekilopleuron bucklandii
Poekilopleuron bucklandii es la única especie conocida del género extinto Poekilopleuron (gr "lado variable") es un género representado por una única especie de dinosaurio terópodo megalosáurido, que vivió a mediados del período Jurásico, hace aproximadamente 167 millones de años, en el Bathoniense, en lo que es hoy Europa. Se lo conoce por un esqueleto parcial descubierto en 1824 en La Maladrerie Quarries, departamento de Calvados, en Francia, en la Formación Calcárea de Caen. En un primer momento fue incluido en el complejo taxonómico de Megalosaurus, y renombrado en 1923. El espécimen fósil de poequilopleuron, fue uno de los primeros en ser descubiertos, pero fue destruido durante la Segunda Guerra Mundial y desde entonces ha tenido que ser estudiado con base en las reproducciones existentes. 

## Descripción

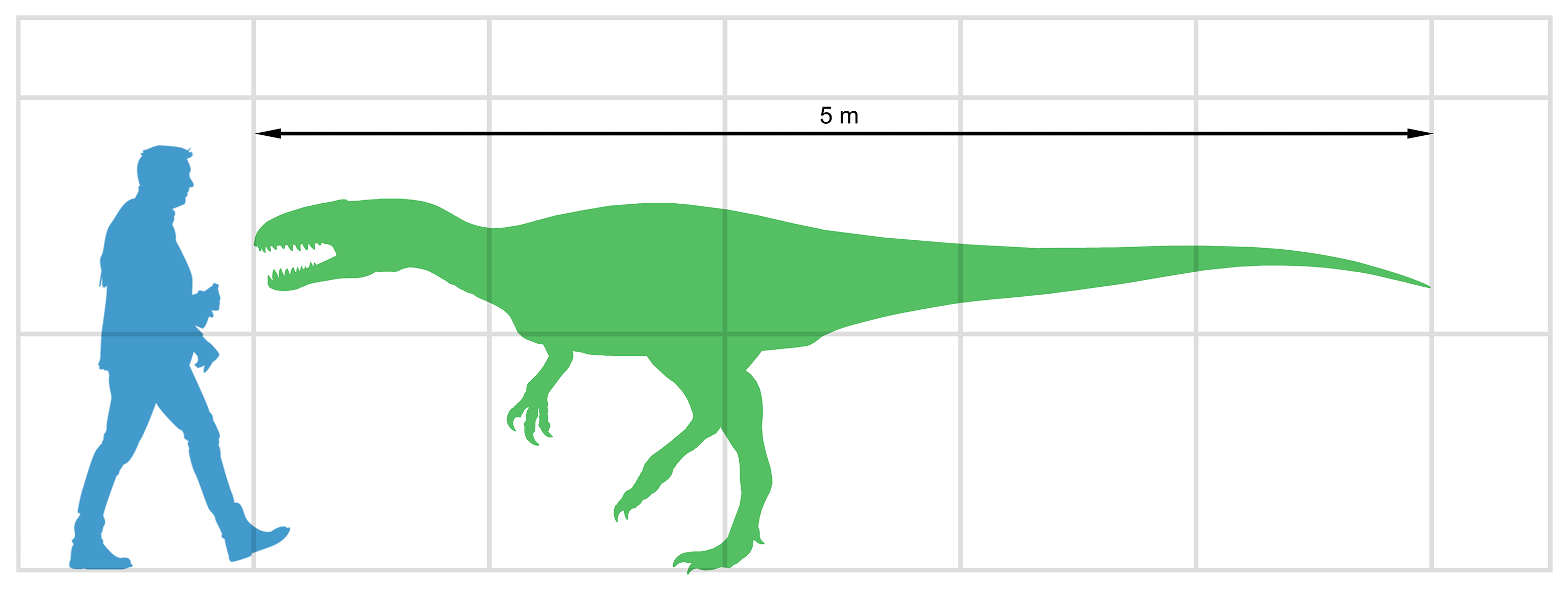
Tamaño de Poekilopleuron comparado con un humano.

La principal característica distintiva de Poekilopleuron  fueron sus brazos. Su longitud era una muestra de este terópodo era primitivo. A diferencia de los terópodos posteriores, cuyos miembros delanteros tendieron hacia la reducción de la longitud en proporción con el tamaño del animal, los de Poekilopleuron eran largos y fuertes. El antebrazo era marcadamente corto y robusto, una característica que compartió con el posterior y considerablemente más grande Torvosaurus. Una característica única es la falta del proceso del olécranon en el cúbito. El fósil de Poekilopleuron mostraba un raro conjunto completo de gastralias, catorce pares de costillas del vientre sostenían el cuerpo del animal.

## Descubrimiento e investigación

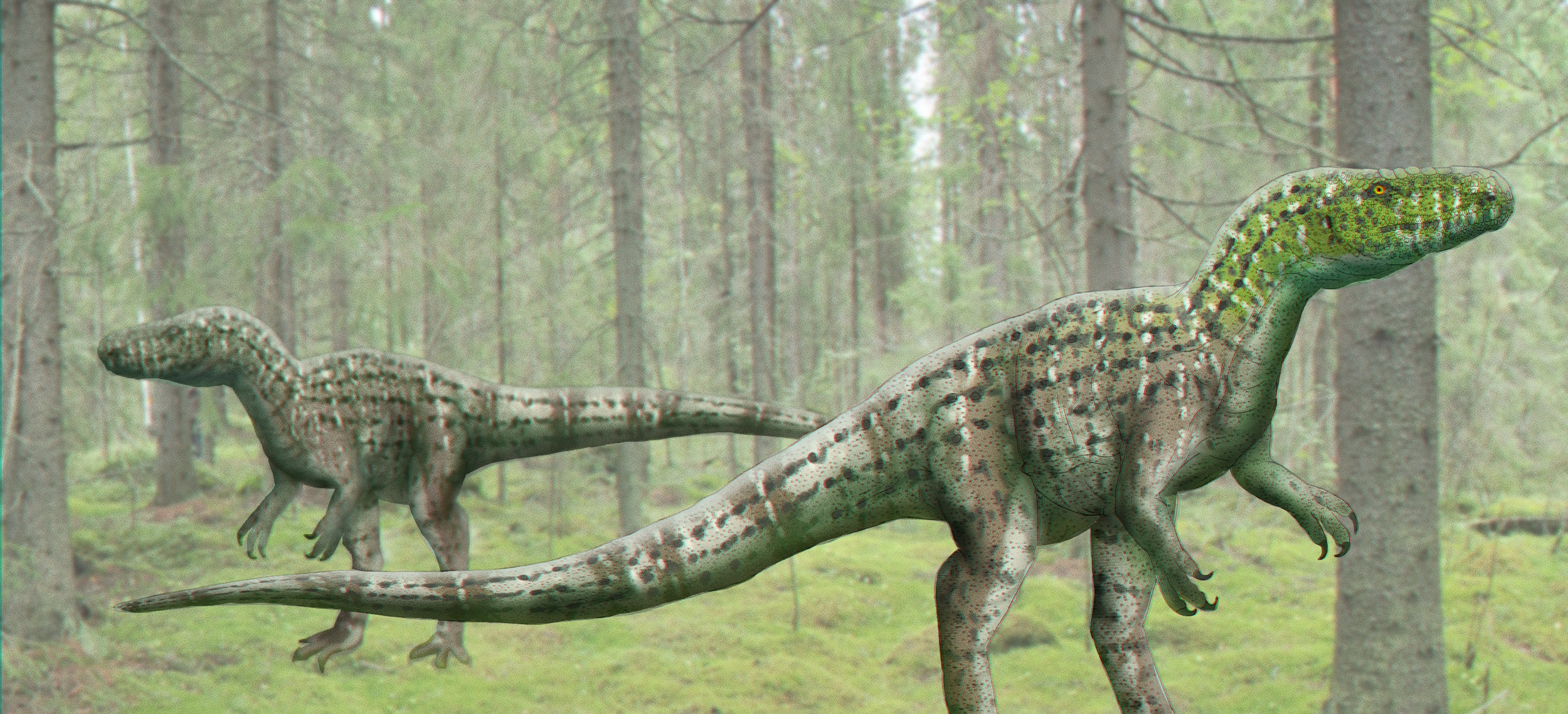
Representación de dos Poekilopleuron en vida.

Poekilopleuron es un género de terópodos con una historia larga y compleja. El género fue nombrado y descrito por primera vez por Jacques-Amand Eudes-Deslongchamps en un informe publicado en 1836, basado en material holotipo que ahora está destruido. En 1837, Eudes-Deslongchamps publicó un relato más detallado de este descubrimiento en una monografía que también se insertó el año próximo en el volumen 6 de las "Mémoires de la Société Linnéenne Normandie".
El holotipo, que se encontraba en el Musée de la Faculté des Sciences de Caen y fue destruido durante la Segunda Guerra Mundial, incluía gastralia, falanges, una extremidad anterior izquierda , vértebras caudales , cheurones, costillas y una extremidad trasera . De todo el material, aún se conservan pocos, aunque la gastralia, las falanges y la extremidad anterior se moldearon y ahora representan el plastotipo, con moldes en el Muséum National d'Histoire Naturelle, espécimen MNHN 1897-2, y el Museo Yale Peabody, espécimen YPM 4938. El material original fue descubierto en una capa del Calcaire de Caenen Normandía, Francia. Poekilopleuron se puede asignar al Bathoniano medio en edad, hace aproximadamente 167,7 a 166 millones de años.
En la misma publicación de 1836, Eudes-Deslongchamps también nombró la especie tipo de Poekilopleuron, P. bucklandii. Eudes-Deslongchamps notó similitudes con algún material de Megalosaurus bucklandii y Poekilopleuron  y eligió el nombre de especie bucklandii para Poekilopleuron, de modo que si los dos géneros fueran sinonimizados, sólo se suprimiría el nombre del género. El nombre genérico se deriva de ποίκιλος del griego, poikilos, "variaron", y πλευρών, Pleuron , "cosrtilla", una referencia a los tres tipos de costilla presente. El nombre específico , en honor a William Buckland , era deliberadamente idéntico al de Megalosaurus bucklandii.

## Clasificación
Poekilopleuron es un taxón difícil de clasificar, ya que su material original se pierde y se conocen pocos ejemplares. Poekilopleuron tiene una historia de ser renombrado bajo diferentes especies y géneros, la mayoría de los cuales son ahora sus sinónimos más modernos.
Eudes-Deslongchamps pensó que se podía demostrar que el espécimen pertenecía a Megalosaurus, nombrado anteriormente; si es así, simplemente tendría que cambiarse el nombre genérico. De hecho, después de 1879, Poekilopleuron a menudo se incluyó en Megalosaurus bucklandii. Sin embargo, la elección de Eudes-Deslongchamps causó problemas cuando Friedrich von Huene en 1923 concluyó que era parte de Megalosaurus pero como una especie separada dentro de ese género. Como ambas especies portaban el mismo epíteto bucklandii, ya no se podían distinguir. Por lo tanto, Von Huene cambió el nombre de la especie a Megalosaurus poekilopleuron. La mayoría de los autores posteriores continuaron usando el nombre genérico Poekilopleuron.
Otro problema fue causado por el hecho de que el nombre fue latinizado sólo parcialmente. En griego correcto habría sido "poikilopleuron", en latín "poecilopleurum". Esto indujo a los escritores posteriores a mejorar la ortografía, lo que llevó a variantes como Poecilopleuron y Poikilopleuron, que todavía se utilizaban en 2006. Sin embargo, el nombre original tiene prioridad y es válido.
Otras cinco especies serían nombradas en el género. En 1869 Edward Drinker Cope renombró Laelaps gallicus en Poekilopleuron gallicum.[cita requerida] En 1870 Joseph Leidy creó un Poicilopleuron valens basado en un fósil que probablemente pertenecía a Allosaurus. En 1876, Richard Owen nombró a un Poikilopleuron pusillus y en 1879 Cope lo rebautizó como Poekilopleuron minor. En 1887 Harry Govier Seeley lo convirtió en un género separado, Aristosuchus. En 1883 W. A. Kiprijanow creó un Poekilopleuron schmidti, cuyo nombre específico honra a Friedrich Schmidt , basado en algunas costillas indeterminadas y un metatarsiano saurópodo. Esta quimera es un nomen dubium. Un cráneo que se pensó que podría pertenecer a una especie de Poekilopleuron y nombró P. valesdunensis por Ronan Allain en 2002, ha resultado ser un género distinto de siendo retitulado Dubreuillosaurus en 2006.